# Charles Silmon
Charles Silmon (Waco, Texas; 4 de junio de 1991) es un atleta estadounidense, especialista en la prueba de 4 x 100 m, con la que llegó a ser subcampeón mundial en 2013.

## Carrera deportiva
En el Mundial de Moscú 2013 gana la medalla de plata en relevos 4 x 100 metros, tras Jamaica y por delante de Canadá.